# Aeropuerto Internacional de Phú Quốc
El Aeropuerto de Phú Quốc (IATA: PQC, OACI: VVPQ) es un proyecto aeroportuario en Vietnam, localizado en Phu Quoc, Kien Giang, Vietnam.
El recinto será construido en el distrito de Phu Quoc, provincia de Kien Giang, a unos 10 kilómetros al noreste de aeropuerto de Phú Quốc. El estudio de viabilidad del nuevo proyecto se encuentra en curso. El aeropuerto internacional Phu Quoc será construido en un área de 9 kilómetros cuadrados, y tendrá 1 pista (3.000 x 45 metros), las que serán capaces de atender aviones como el Airbus A321, Boeing 737.
El proyecto se dividirá en dos etapas. La primera, incluye la construcción de dos pistas paralelas y una terminal con una capacidad de 2,5 millones de pasajeros al año, que estaría completada en 2012. La segunda etapa, que se espera que esté concluida en 2015, con una capacidad de 7 millones de pasajeros al año.
La inversión total del proyecto se estima que ronda los 0,810 millones de dólares. Una vez que el aeropuerto internacional Phu Quoc sea completado, el aeropuerto de Phú Quốc dejará de funcionar.
La construcción finalizó en noviembre de 2012. El aeropuerto fue inaugurado el 2 de diciembre de 2012. Se sustituye el antiguo aeropuerto.

## Aerolíneas y destinos
| Aerolíneas               | Destinos |
| ------------------------ | --- |
| Bangkok Airways          | Bangkok–Suvarnabhumi                                                                                                   |
| China Eastern Airlines   | Estacional: Kunming |
| China Southern Airlines  | Guangzhou |
| Donghai Airlines         | Shenzhen |
| Jetstar Pacific Airlines | Ciudad Ho Chi Minh, Hanoi Chárter - Estacional: Wenzhou, Kunming                                                       |
| Lucky Air                | Kunming |
| Neos                     | Estacional: Milán-Malpensa                                                                                             |
| Royal Flight             | Chárter - Estacional: Irkutsk, Krasnoyarsk, Novosibirsk, Moscow, Yekaterinburg                                         |
| TUI Airways              | Estacional: London–Gatwick Chárter - Estacional: Copenhague, Helsinki, Lulea, Stockholm-Arlanda                        |
| VietJet Air              | Hai Phong, Hanoi, Ho Chi Minh City Chárter - Estacional: Chengdu, Hangzhou, Ningbo                                     |
| Vietnam Airlines         | Can Tho, Hanoi, Ciudad Ho Chi Minh, Shanghai-Pudong, Siem Reap, Wenzhou Chárter: Chengdu, Kunming, Seoul-Incheon, Wuxi |